# Sphaerodactylus epiurus
Sphaerodactylus epiurus es una especie de geco del género Sphaerodactylus, familia Sphaerodactylidae, orden Squamata. Fue descrita científicamente por Thomas y Hedges en 1993.

## Descripción
La longitud hocico-respiradero es de 20-25 milímetros.

## Distribución
Se distribuye por República Dominicana.